# Tony Britten
Tony Britten es un compositor inglés, más conocido por adaptar la composición musical del Himno de la UEFA Champions League.

## Vida personal
Britten está graduado del Real Colegio de Música. En sus primeros años como compositor fue director musical, siendo también supervisor para orquestas de obras teatrales, incluyendo las presentaciones de Cameron Mackintosh tales como Godspell, The Rocky Horror Picture Show, Oliver! y otras más. Después de retirarse del Teatro Nacional Real como supervisor y arreglista musical, empezó a ser productor musical de series televisivas y películas famosas, como por ejemplo en cada producción de RoboCop. También trabajó junto a Clive Donner.
En diciembre de 2013 tuvo un accidente y se rompió un par de costilla, y durante todo el trascurso al hospital estuvo hablando con el paramédicos mencionándole algunas de sus obras aunque él no reconocía ninguna de las obras hasta que mencionó la creación de la composición musical de la Champions League, así que a pesar de la fractura, ayudó a que su nombre fuera más reconocido ya que había pasado al anonimato por un buen tiempo.

## Creación del Himno de la Champions League
En 1992, la UEFA encargó a Britten arreglar la composición musical para el Himno de la UEFA Champions League comenzando ya en noviembre de 1992. Así que tomó prestada, muy evidentemente, la obra musical de Georg Friedrich Händel llamada Zadok the Priest de la compilación Coronation Anthems. Esta composición fue tocada por la Orquesta Filarmónica Real y cantada por Academy of Saint Martin in the Fields.

## Otras obras
En 1994, fue compositor Mole's Topo, una película animada escrita y dirigida por Bohème, basada en la ópera de Puccini, trasmitida en los canales ingleses Channel 5 y Artswold. También fue adaptador de la comedia She Stoop to Conquer de Oliver Goldsmith.
También ha realizado diversos trabajos musicales en varias series de televisión y películas, incluyendo también el documental 11Benjamin Britten: Peace and Conflict (2013).